# Iris Völkner
Iris Völkner (n. 16 octombrie 1960, Hamburg, RFG) este o canotoare ce a reprezentat Germania, medaliată olimpică. A participat la o ediție a Jocurilor Olimpice (1984) în care a câștigat o medalie de bronz.